# Svante Rasmuson
Svante Rasmuson   () és un pentatleta i nedador suec, ja retirat, que va competir durant les dècades de 1970 i 1980.
El 1976 va prendre part en els Jocs Olímpics d'Estiu de Montreal, on fou setzè en la prova dels 100 metres lliures del programa de natació.  Quatre anys més tard, als Jocs de Moscou, disputà dues proves del programa de pentatló modern. Junt a George Horvath i Lennart Pettersson guanyà la medalla de bronze en la competició per equips, mentre en la competició individual fou quart. El 1984, als Jocs de Los Angeles, tornà a disputar dues proves del programa de pentatló modern. En la competició individual guanyà la medalla de plata, rere Daniele Masala, mentre en la en la competició per equips fou desè. El 1988, a Seül, disputà els seus quarts, i darrers, Jocs Olímpics, amb uns resultats força més discrets en les dues proves del programa de pentatló modern que disputà.
En el seu palmarès també destaquen quatre campionats suecs de pentatló modern, el 1981, 1983, 1984 i 1987. Una vegada retirat de l'esport es va formar com a metge i ha treballat a la indústria farmacèutica.